# Берен-Любхин
Берен-Любхин (нем. Behren-Lübchin) — община в Германии, в земле Мекленбург-Передняя Померания.
Входит в состав района Росток (ранее входила в состав района Гюстров). Подчиняется управлению Гнойен. Население составляет 655 человек (2009); в 2003 году — 750 человек. Занимает площадь 42,90 км².
Деревянные  конструкции, обнаруженные близ Берен-Любхина на славянском городище X–XI веков в ходе раскопок крепости-убежища, были реконструированы в виде древо-земляных стен.